# Masi Carretta
Masi Carretta este o arie protejată (arie specială de conservare — SAC, sit de importanță comunitară — SCI) din Italia întinsă pe o suprafață de 3,02 ha, integral pe uscat.

## Localizare
Centrul sitului Masi Carretta este situat la coordonatele 46°06′24″N 11°37′51″E / 46.1067°N 11.6308°E.

## Înființare
Situl Masi Carretta a fost declarat sit de importanță comunitară în iunie 1995 pentru a proteja 23 de specii de animale. Situl a fost protejat și ca arie specială de conservare în martie 2014.

## Biodiversitate
Situată în ecoregiunea alpină, aria protejată conține 7 habitate naturale: Turbării active, Mlaștini turboase de tranziție și turbării mișcătoare, Păduri acidofile de Picea de la nivel montan la nivel alpin (Vaccinio-Piceetea), Liziere de ierburi înalte hidrofile de câmpie și de nivel montan până la alpin, Lacuri și iazuri distrofice naturale, Depresiuni pe substraturi de turbă de Rhynchosporion, Pajiști cu Molinia pe soluri calcaroase, turboase sau argilos-nămoloase (Molinion caeruleae).
La baza desemnării sitului se află mai multe specii protejate de  păsări (23): uliu păsărar (Accipiter nisus), minunița (Aegolius funereus), cocoșul de mesteacăn (Bonasa bonasia), cristeiul de câmp (Crex crex), ciocănitoare neagră (Dryocopus martius), măcăleandru (Erithacus rubecula), cinteză (Fringilla coelebs), ciuvică (Glaucidium passerinum), sfrâncioc roșiatic (Lanius collurio), pițigoi moțat (Lophophanes cristatus), forfecuță gălbuie (Loxia curvirostra), pițigoi de brădet (Periparus ater), viespar (Pernis apivorus), pitulice de munte (Phylloscopus collybita), pițigoi de munte (Poecile montanus), brumăriță de pădure (Prunella modularis), mugurarul (Pyrrhula pyrrhula), aușel cu cap galben (Regulus regulus), silvie cu cap negru (Sylvia atricapilla), pănțărușul (Troglodytes troglodytes), mierlă (Turdus merula), sturz-cântător (Turdus philomelos), sturzul de vâsc (Turdus viscivorus)
Pe lângă speciile protejate, pe teritoriul sitului au mai fost identificate 11 specii de plante, 3 specii de amfibieni, 6 specii de mamifere, 3 specii de nevertebrate, 4 specii de reptile.